# Baba Faja Martaneshi
Baba Faja Martaneshi, właśc. Mustafa Xhani (ur. 1910 we wsi Luz i Madhё k. Kavai, zm. 18 marca 1947 w Tiranie) – albański duchowny bektaszycki i polityk.

## Życiorys
Po ukończeniu szkoły powszechnej kontynuował naukę w tekke (świątyni bektaszyckiej) w Martaneshu (okręg Dibra). Z czasem zmienił nazwisko, w pełni identyfikując się z miejscem swojej religijnej edukacji. Jako duchowny bektaszycki posługiwał się tytułem baba (ojciec). Po agresji włoskiej na Albanię był jednym z pierwszych, którzy organizowali antywłoskie oddziały partyzanckie w południowej Albanii. Oddział dowodzony przez Martaneshiego w 1942 nawiązał kontakty z komunistami, uznając ich za jedynych, którzy skutecznie przeciwstawiają się antyislamskiej polityce Włoch. David Smiley, brytyjski oficer łącznikowy, działający przy sztabie partyzanckim w Albanii pozostawił niepochlebny obraz Martaneshiego, który „lubował się w śpiewaniu swoim niskim basowym głosem partyzanckich pieśni, szczególnie po wypiciu znacznej ilości rakiji”.
Martaneshi należał do grona założycieli powstałego we wrześniu 1942 Frontu Narodowowyzwoleńczego, wchodząc w skład Rady Naczelnej Frontu. W lipcu 1943 został mianowany członkiem Sztabu Generalnego Albańskiej Armii Wyzwolenia Narodowego. W 1944 nosił stopień pułkownika. Po zakończeniu wojny w 1945 został wybrany deputowanym do Zgromadzenia Konstytucyjnego, a następnie wiceprzewodniczącym prezydium parlamentu. Zgodnie z opinią Envera Hodży już w czasie wojny Martaneshi zabiegał o to, by mógł zostać członkiem Komunistycznej Partii Albanii, ale został do niej przyjęty już po wojnie.
W maju 1945 przewodniczył obradom IV Kongresu Albańskiej Wspólnoty Bektaszytów. Duchowni opowiedzieli się za ścisłą współpracą z reżimem komunistycznym i zawiesili współpracę z innymi wspólnotami bektaszyckimi na świecie. Jako duchowny ściśle związany z kierownictwem Komunistycznej Partii Albanii, Martaneshi dążył do zmian doktryny bektaszyckiej – zniesienia celibatu, zgolenia bród i ograniczenia do minimum używania strojów wyznaniowych. 18 marca 1947 jeden z konserwatywnych duchownych, Abas Hilmi zastrzelił Martaneshiego, a także współpracującego z nim Babę Fejzo Dervishiego, a następnie popełnił samobójstwo. Według Frances Trix, Martaneshi i Dervishi szantażowali Hilmiego grożąc, że w przypadku odmowy uznania reform własnościowych, wprowadzanych przez władze komunistyczne, zostanie uznany za reakcjonistę i uwięziony.
Przez władze komunistyczne został wyróżniony tytułem Bohatera Ludu (Hero i Popullit). Imię Mustafy Xhaniego nosi jedna z ulic w tirańskiej dzielnicy Paskuqan.